# Helina regina
Helina regina är en tvåvingeart som beskrevs av Malloch 1922. Helina regina ingår i släktet Helina och familjen husflugor. Inga underarter finns listade i Catalogue of Life.